# Senna cruckshanksii
Senna cruckshanksii är en ärtväxtart som först beskrevs av William Jackson Hooker, och fick sitt nu gällande namn av Howard Samuel Irwin och Rupert Charles Barneby. Senna cruckshanksii ingår i släktet sennor, och familjen ärtväxter. Inga underarter finns listade i Catalogue of Life.